# Newtown, Munster
Newtown är en ort i republiken Irland.   Den ligger i provinsen Munster, i den centrala delen av landet, 150 km väster om huvudstaden Dublin. Newtown ligger 53 meter över havet och antalet invånare är 296.
Terrängen runt Newtown är platt åt nordost, men åt sydväst är den kuperad. Runt Newtown är det ganska tätbefolkat, med 248 invånare per kvadratkilometer. Närmaste större samhälle är Nenagh Bridge, 6,6 km öster om Newtown. Trakten runt Newtown består i huvudsak av gräsmarker.